# Nikola Dimitrov
Nikola Dimitrov (n. 30 septembrie 1972, Skopje, Republica Socialistă Macedonia, RSF Iugoslavia) este un politician și diplomat macedonean, ministru al afacerilor externe al Macedoniei de Nord în funcție din 31 mai 2017. Dimitrov a fost ministru adjunct al Afacerilor Externe și ambasador al Macedoniei în Statele Unite și apoi în Olanda, dar în 2014 a renunțat la o nouă numire ca ambasador al Macedoniei în Rusia. 

## Carieră
Dimitrov și-a început cariera guvernamentală în 1996 în Ministerul de Afaceri Externe, ca avocat internațional pentru drepturile omului și a fost promovat în 2000 adjunct al ministrului afacerilor externe. În 2002 a fost numit al doilea ambasador al Macedoniei în Statele Unite, în 2002, în locul lui Ljubica Acevska. Astfel a devenit cel mai tânăr diplomat de la Washington în acea perioadă; ca parte a tendinței de schimbare de generații în cadrul guvernelor din Europa de Est, aceea de a „înlocui vechea gardă cu tehnocrați tineri, educați în Occident”.
În octombrie 2009, el a ocupat un nou post de ambasador al Macedoniei în Olanda. După încheierea mandatului său în martie 2013, inițial a fost planificat ca acesta să preia postul de ambasador al Macedoniei în Germania, dar în postul respectiv a fost desemnat Nikola Kolev. În februarie 2014, s-a anunțat că Dimitrov a renunțat la o numire a sa ca ambasador al Macedoniei în Rusia.
Dimitrov este fost membru al grupului consultativ de politici balcanice în Europa (BiEPAG). 

## Viață personală
Tatăl lui Dimitrov, Dimitar, a fost un refugiat al războiului civil grec din 1946-1949. Dimitrov are un doctorat la   Universitatea Sfinții Chiril și Metodiu din Skopje  și un master în drept la King's College, Cambridge, în Regatul Unit, unde s-a specializat în drept internațional. Este căsătorit și are o fiică.